# Онуфрієнко Анатолій Васильович
Анато́лій Васи́льович Онуфріє́нко (* 27 червня 1935 — † 2 жовтня 1997) — український баяніст та педагог, 1984 — заслужений діяч мистецтв України.

## Життєпис
1954 року закінчив Дніпропетровське музичне училище — педагог А. С. Красношлик, 1959 — Львівську державну консерваторію ім. М. В. Лисенка — по класу баяна, у педагога М. Д. Обертюхіна.
З 1959 року — викладач кафедри народних інструментів, 1975 її очолює.
1976 року створює «Сонатину».
1979 — проректор з навчальної роботи.
1985 — професор Львівської консерваторії. Протягом 1980—1992 років — голова правління Львівського відділення Музичного товариства України.
Є автором посібників для музичних навчальних закладів.
Серед його учнів:
- В. Стецун — лауреат 1-ї премії Міжнародного конкурсу акордеоністів у Клінґенталі, НДР, 1979,
- І. Влах — лауреат Всесоюзного конкурсу баяністів у Ворошиловграді, 1984,
- С. Карась — лауреат Міжнародного конкурсу баяністів у Бішкеку, 1991.

Серед робіт:
- «Читання партитур для оркестру народних інструментів. Навчальний посібник для середніх і вищих музичних навчальних закладів», співавтори — Іван Теодорович Дяк, Юрій Петрович Сливинський, 1980